# Boroșteni
Boroșteni – wieś w Rumunii, w okręgu Gorj, w gminie Peștișani. W 2011 roku liczyła 468 mieszkańców.